# Maria Grimaldi (1793–1879)
Maria Caroline Grimaldi, z domu Gibert de Lametz, księżna Monako, księżna Valentinois (ur. 18 lipca 1793 w Paryżu, zm. 25 listopada 1879 w Monako) – francuska aktorka, księżna Monako jako żona księcia Florestana I od 2 października 1841 do 20 czerwca 1856, po jego śmierci nosząca tytuł księżnej wdowy.

## Dzieciństwo i młodość
Maria urodziła się 18 lipca 1793 w Paryżu. Jej rodzicami byli Charles Thomas Gibert de Lametz oraz jego żona, Marie Francoise Le Gras de Vaubercey. Maria była we Francji znaną aktorką. Występowała w Teatrze de l'Ambugu-Comique, w tym samym, w którym grał Florestan I Grimaldi.

## Małżeństwo i rodzina
Maria poznała Florestana w teatrze, połączyła ich pasja do aktorstwa. Wkrótce zakochali się w sobie i 27 listopada 1816 w Paryżu wzięli ślub. 8 grudnia 1818 urodził się ich starszy syn i przyszły książę Monako, Karol III Grimaldi. Wiele lat później na świat przyszła także Florestyna Grimaldi. Ich córka urodziła się 22 października 1833, czyli na osiem lat przed objęciem tronu przez ojca.

## Księżna Monako
16 lutego 1819 roku zmarł teść Marii Karoliny, książę Honoriusz IV Grimaldi i na monakijskim tronie zasiadł starszy brat jej męża, Honoriusz V Grimaldi. Nowy książę od 1814 roku miał nieślubnego syna, Oskara Grimaldi. Chłopiec został uznany za książęcego syna, ale nie otrzymał możliwości dziedziczenia rodzinnego tronu (sam zmarł bezpotomnie w 1894 roku). Honoriusz V zmarł 2 października 1841, nie posiadając legalnego potomka i na tronie zasiadł niespodziewanie Florestan. Jednocześnie Maria Karolina została księżną Monako i księżną Valentinois.
Maria Karolina pozostawała w bardzo dobrych stosunkach z cesarzową Francji Eugenią i jej mężem, Napoleonem Bonaparte. Przedstawiła cesarzowej swoją synową, Antoinette de Merode Grimaldi i kobieta wraz z mężem, Karolem II została zaproszona na bal, wydawany w Wersalu na cześć królowej Wiktorii i jej męża, księcia Alberta. Tam Antoinette i Maria podjęły decyzję o wydaniu przyszłego księcia Monako, Alberta za kuzynkę królowej Wiktorii w pierwszej linii, Marię Adelajdę Hanowerską. Na małżeństwo nie wyraziła jednak zgody sama królowa Wiktoria.
Maria bardzo poważnie potraktowała swoją rolę. Służyła mężowi radą, choć jego panowanie przypadło na niezwykle trudne dla księstwa czasy. Dbała o jego reputację i wzbudzała szacunek wśród poddanych. Sytuacja pogorszyła się gwałtownie w 1848 roku, kiedy dwa miasta, zajmujące osiemdziesiąt procent terytorium Monako (Menton i Roquebrune ogłosiły swoją niezależność. Monako trafiło też pod protektorat Królestwa Sardynii. Książę Florestan zmarł w 1856 roku i został zastąpiony przez swojego syna. Karol III, głównie za sprawą działań matki, był dobrze przygotowany do swojej nowej roli. Księżna do końca życia udzielała się w monakijskiej polityce, wspierając swojego syna. Zmarła 25 listopada 1879 roku.